# Whiteville (Tennessee)
Whiteville – miasto w Stanach Zjednoczonych, w stanie Tennessee, w hrabstwie Hardeman.